# 虞国古城遗址
虞国古城遗址，位于山西省运城市平陆县张店镇古城村及四周，是中华人民共和国全国重点文物保护单位之一。
1996年1月12日，公布为山西省文物保护单位，编号3-18。2013年5月公布为全国重点文物保护单位，是一座古遗址。